# جون باروت
جون باروت (بالإنجليزية: John Parrott)‏ (11 مايو 1964) هو لاعب سنوكر محترف إنجليزي سابق وشخصية تلفزيونية ويعتبر واحد من أفضل لاعبي السنوكر في أوائل التسيعينات فاز ببطولة العالم للسنوكر عام 1991.

## عن حياته
يعتبر جون متابع كبير لسباقات الخيل حيث كان جزءا من فريق تقديم تغطيات سباقات الخيل في قناة بي بي سي. 

## روابط خارجية
- جون باروت على موقع IMDb (الإنجليزية)
- جون باروت على موقع AZBilliards.com (الإنجليزية)
- جون باروت على موقع CueTracker.net (الإنجليزية)